# 鄭智善 (廚師)
鄭智善（韓語：정지선，1983年7月3日—），韓國主廚，在Netflix世界收視率第一名的韓國美食節目《黑白大廚：料理階級大戰》得到關注，吸引很多台湾人、香港人、美国人和歐洲人慕名前往韩国开设的餐廳，以韓國料理以及拿手的點心聞名。

## 生平
她習得烹飪技能時，當時結識了料理主廚呂敬玉，呂敬玉給予鄭智善相當高的肯定，不僅給予料理上的能力培養，甚至協助分攤他的學費，對於她的發展影響甚深。畢業後曾經在雀巢集團韓國分社歷練，之後從首爾的廣場飯店在回到廚房工作，目前在自己經營的「甜蜜蜜」中式料理兼港式點心的餐廳擔任主廚和負責人。

## 影視作品
- Netflix：《黑白大廚：料理階級大戰》
- JTBC：《拜託了冰箱》
- KBS 2TV：《社長的耳朵是驢耳朵》[6]
- JTBC：《拜託了冰箱 since 2014》

## 著作
- 《차이나는 요리》（中式料理；2017年）
- 《딤섬의 여왕》（點心女王；2018年）
- 《주당셰프들의 오늘밤 술안주》（廚師今晚必吃的小吃；2020）

## 獲獎
- 《藍絲帶調查》：2021年著名新餐廳
- 2023年KBS演藝大獎：實境節目新人獎[7]

## 相關連結
- 鄭智善的Instagram帳戶